# Blessac
Blessac est une commune française située dans le département de la Creuse, en région Nouvelle-Aquitaine.

## Géographie

### Généralités
Dans la moitié sud du département de la Creuse, la commune de Blessac s'étend sur 17,75 km2. Incluse dans l'aire urbaine d'Aubusson, elle est bordée au nord-est sur 450 mètres par la Creuse et arrosée par ses affluents, le ruisseau de Grouille et le ruisseau de Tranloup.
L'altitude minimale, 406 mètres, se trouve localisée à l'extrême nord, là où le ruisseau de Tranloup quitte la commune et sert de limite entre celles d'Alleyrat et de Saint-Médard-la-Rochette. L'altitude maximale avec 665 mètres est située au sud-ouest, près du lieu-dit le Poteau de Vallières.
Traversé par la route départementale (RD) 17, le bourg de Blessac est situé, en distance orthodromique, trois kilomètres à l'ouest d'Aubusson.
La commune est également desservie par les RD 7, 18, 55A1 et 941.
Un tronçon commun aux sentiers de grande randonnée GR 4 et GR 46 traverse le territoire communal sur environ neuf kilomètres, passant par la Borne et le bourg.

### Communes limitrophes

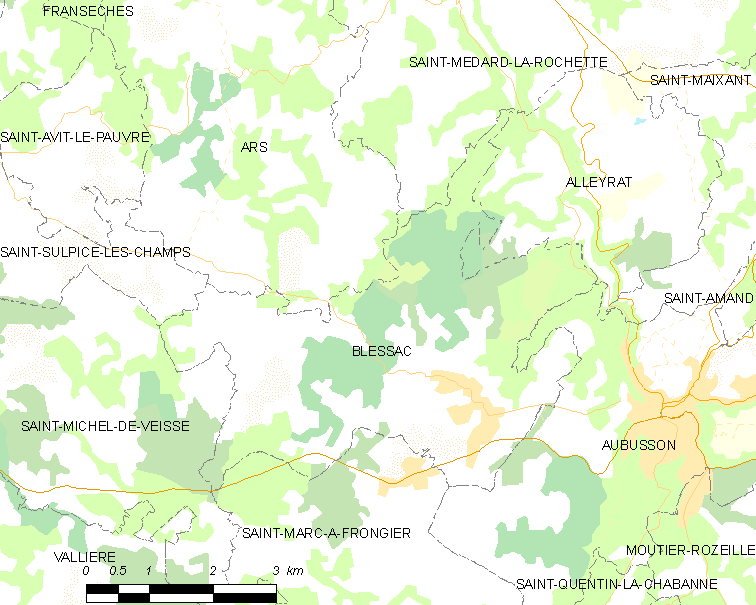
Carte de Blessac et des communes avoisinantes.

Blessac est limitrophe de sept autres communes.
Son territoire est distant de 400 mètres de deux autres communes : Saint-Maixant à l'est et Vallière au sud-ouest.
| Saint-Sulpice-les-Champs | Ars — Saint-Médard-la-Rochette | Alleyrat |
| Saint-Michel-de-Veisse   | Blessac                        | Aubusson |
|                          | Saint-Marc-à-Frongier          |          |

### Climat
Pour des articles plus généraux, voir Climat de la Nouvelle-Aquitaine et Climat de la Creuse.
Historiquement, la commune est exposée à un climat montagnard.
En 2020, Météo-France publie une typologie des climats de la France métropolitaine dans laquelle la commune est exposée à un climat de montagne et est dans la région climatique Ouest et nord-ouest du Massif Central, caractérisée par une pluviométrie annuelle de 900 à 1 500 mm, maximale en automne et en hiver.
Pour la période 1971-2000, la température annuelle moyenne est de 9,7 °C, avec une amplitude thermique annuelle de 15 °C. Le cumul annuel moyen de précipitations est de 1 082 mm, avec 12,8 jours de précipitations en janvier et 8 jours en juillet. Pour la période 1991-2020, la température moyenne annuelle observée sur la station météorologique la plus proche, située sur la commune d'Aubusson à 3 km à vol d'oiseau, est de 10,1 °C et le cumul annuel moyen de précipitations est de 939,1 mm,. Pour l'avenir, les paramètres climatiques de la commune estimés pour 2050 selon différents scénarios d'émission de gaz à effet de serre sont consultables sur un site dédié publié par Météo-France en novembre 2022.

## Urbanisme

### Typologie
Au 1er janvier 2024, Blessac est catégorisée commune rurale à habitat dispersé, selon la nouvelle grille communale de densité à 7 niveaux définie par l'Insee en 2022.
Elle est située hors unité urbaine. Par ailleurs la commune fait partie de l'aire d'attraction d'Aubusson, dont elle est une commune de la couronne,. Cette aire, qui regroupe 34 communes, est catégorisée dans les aires de moins de 50 000 habitants,.

### Occupation des sols
L'occupation des sols de la commune, telle qu'elle ressort de la base de données européenne d’occupation biophysique des sols Corine Land Cover (CLC), est marquée par l'importance des territoires agricoles (49,1 % en 2018), en augmentation par rapport à 1990 (44,4 %). La répartition détaillée en 2018 est la suivante :
forêts (47,9 %), prairies (40,2 %), zones agricoles hétérogènes (8,9 %), zones urbanisées (3 %). L'évolution de l’occupation des sols de la commune et de ses infrastructures peut être observée sur les différentes représentations cartographiques du territoire : la carte de Cassini (XVIIIe siècle), la carte d'état-major (1820-1866) et les cartes ou photos aériennes de l'IGN pour la période actuelle (1950 à aujourd'hui).

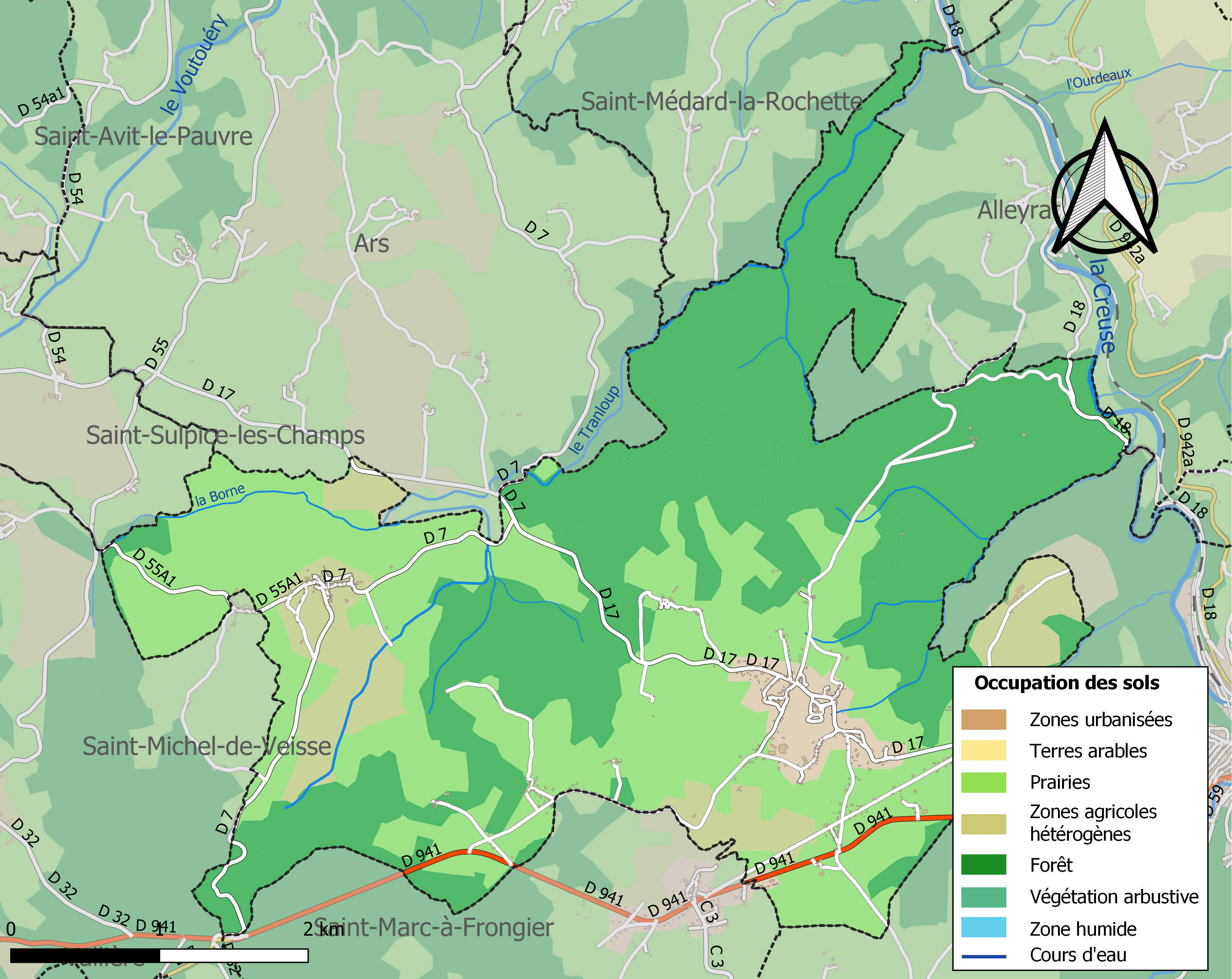
Carte des infrastructures et de l'occupation des sols de la commune en 2018 (CLC).

### Risques majeurs
Le territoire de la commune de Blessac est vulnérable à différents aléas naturels : météorologiques (tempête, orage, neige, grand froid, canicule ou sécheresse) et séisme (sismicité faible). Il est également exposé à un risque technologique, la rupture d'un barrage, et à un risque particulier : le risque de radon. Un site publié par le BRGM permet d'évaluer simplement et rapidement les risques d'un bien localisé soit par son adresse soit par le numéro de sa parcelle.

#### Risques naturels

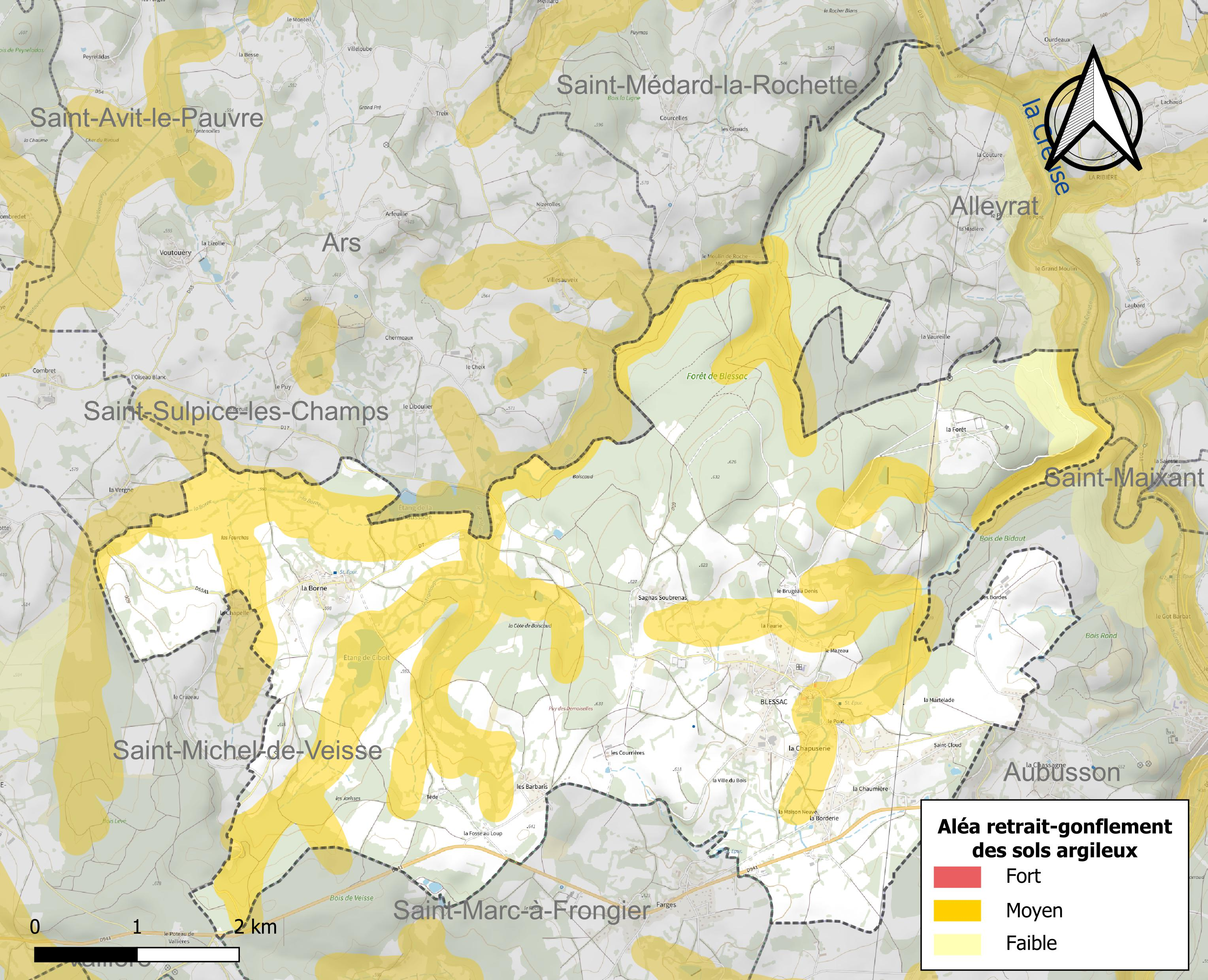
Carte des zones d'aléa retrait-gonflement des sols argileux de Blessac.

Le retrait-gonflement des sols argileux est susceptible d'engendrer des dommages importants aux bâtiments en cas d’alternance de périodes de sécheresse et de pluie. 29,3 % de la superficie communale est en aléa moyen ou fort (33,6 % au niveau départemental et 48,5 % au niveau national). Sur les 277 bâtiments dénombrés sur la commune en 2019, 42 sont en aléa moyen ou fort, soit 15 %, à comparer aux 25 % au niveau départemental et 54 % au niveau national. Une cartographie de l'exposition du territoire national au retrait gonflement des sols argileux est disponible sur le site du BRGM,.
Par ailleurs, afin de mieux appréhender le risque d’affaissement de terrain, l'inventaire national des cavités souterraines permet de localiser celles situées sur la commune.
La commune a été reconnue en état de catastrophe naturelle au titre des dommages causés par les inondations et coulées de boue survenues en 1982 et 1999. Concernant les mouvements de terrains, la commune a été reconnue en état de catastrophe naturelle au titre des dommages causés par des mouvements de terrain en 1999.

#### Risques technologiques
La commune est située en aval du barrage de Confolent, un ouvrage sur la Creuse de classe A soumis à un plan particulier d'intervention, disposant d'une retenue de 4,7 millions de mètres cubes. À ce titre elle est susceptible d’être touchée par l'onde de submersion consécutive à la rupture de ce barrage.

#### Risque particulier
Dans plusieurs parties du territoire national, le radon, accumulé dans certains logements ou autres locaux, peut constituer une source significative d’exposition de la population aux rayonnements ionisants. Certaines communes du département sont concernées par le risque radon à un niveau plus ou moins élevé. Selon la classification de 2018, la commune de Blessac est classée en zone 3, à savoir zone à potentiel radon significatif.

## Histoire
En 1842, la commune de La Borne fusionne avec Blessac.

## Politique et administration

### Liste des maires
| Période                                  | Période      | Identité        | Étiquette | Qualité                    |
| ---------------------------------------- | ------------ | --------------- | --------- | -------------------------- |
| Les données manquantes sont à compléter. |              |                 |           |                            |
|                                          |              |                 |           |                            |
| 1938                                     | 1945         | Gabriel Bregère | SFIO      |                            |
| 1945                                     | 1963         | Edmond Giraud   | SFIO      |                            |
|                                          |              |                 |           |                            |
| mars 2001                                | mai 2020     | Robert Cuisset  | PS        | Retraité de l'enseignement |
| mai 2020                                 | juillet 2024 | Serge Durand    |           |                            |
| juillet 2024                             | En cours     | Alexis Tourade  |           |                            |

## Démographie
L'évolution du nombre d'habitants est connue à travers les recensements de la population effectués dans la commune depuis 1793. Pour les communes de moins de 10 000 habitants, une enquête de recensement portant sur toute la population est réalisée tous les cinq ans, les populations de référence des années intermédiaires étant quant à elles estimées par interpolation ou extrapolation. Pour la commune, le premier recensement exhaustif entrant dans le cadre du nouveau dispositif a été réalisé en 2004.

En 2022, la commune comptait 532 habitants, en évolution de −0,37 % par rapport à 2016 (Creuse : −3,32 %, France hors Mayotte : +2,11 %).
| 1793 | 1800 | 1806 | 1821 | 1831 | 1836 | 1841 | 1846 | 1851 |
| ---- | ---- | ---- | ---- | ---- | ---- | ---- | ---- | ---- |
| 372  | 323  | 353  | 400  | 432  | 443  | 425  | 623  | 698  |

| 1856 | 1861 | 1866 | 1872 | 1876 | 1881 | 1886 | 1891 | 1896 |
| ---- | ---- | ---- | ---- | ---- | ---- | ---- | ---- | ---- |
| 698  | 650  | 632  | 637  | 555  | 608  | 608  | 685  | 699  |

| 1901 | 1906 | 1911 | 1921 | 1926 | 1931 | 1936 | 1946 | 1954 |
| ---- | ---- | ---- | ---- | ---- | ---- | ---- | ---- | ---- |
| 700  | 646  | 612  | 537  | 549  | 524  | 512  | 410  | 364  |

| 1962 | 1968 | 1975 | 1982 | 1990 | 1999 | 2004 | 2006 | 2009 |
| ---- | ---- | ---- | ---- | ---- | ---- | ---- | ---- | ---- |
| 340  | 316  | 342  | 411  | 495  | 488  | 510  | 514  | 524  |

| 2014 | 2019 | 2022 | - | - | - | - | - | - |
| ---- | ---- | ---- | - | - | - | - | - | - |
| 533  | 532  | 532  | - | - | - | - | - | - |

### Remarque
L'importante augmentation démographique (près de 50 %)  constatée entre les recensements de 1841 et de 1846 est consécutive à la fusion de la commune de La Borne avec Blessac en 1842.

## Culture locale et patrimoine

### Lieux et monuments
- Le château de Blessac.
- Le château de la Forêt, la chapelle et le château du domaine sont inscrits au titre des monuments historiques en 2018[27].
- Le dolmen appelé Pierre de la Fade a été classé au titre des monuments historiques en 1889[28].
- L'église Saint-Martial de Blessac.
- L'église Saint-Thomas-de-Cantorbéry de la Borne.
- Au lieu-dit la Chapelle, une croix de chemin du XVIe siècle classée au titre des monuments historiques en 1920[29] semble, au vu de la carte IGN du Géoportail[30], se situer sur Blessac. En fait, comme le montre le cadastre, elle fait partie de la commune de Saint-Michel-de-Veisse, devant la parcelle 47, en bordure de la route menant au Cruzeau[31].

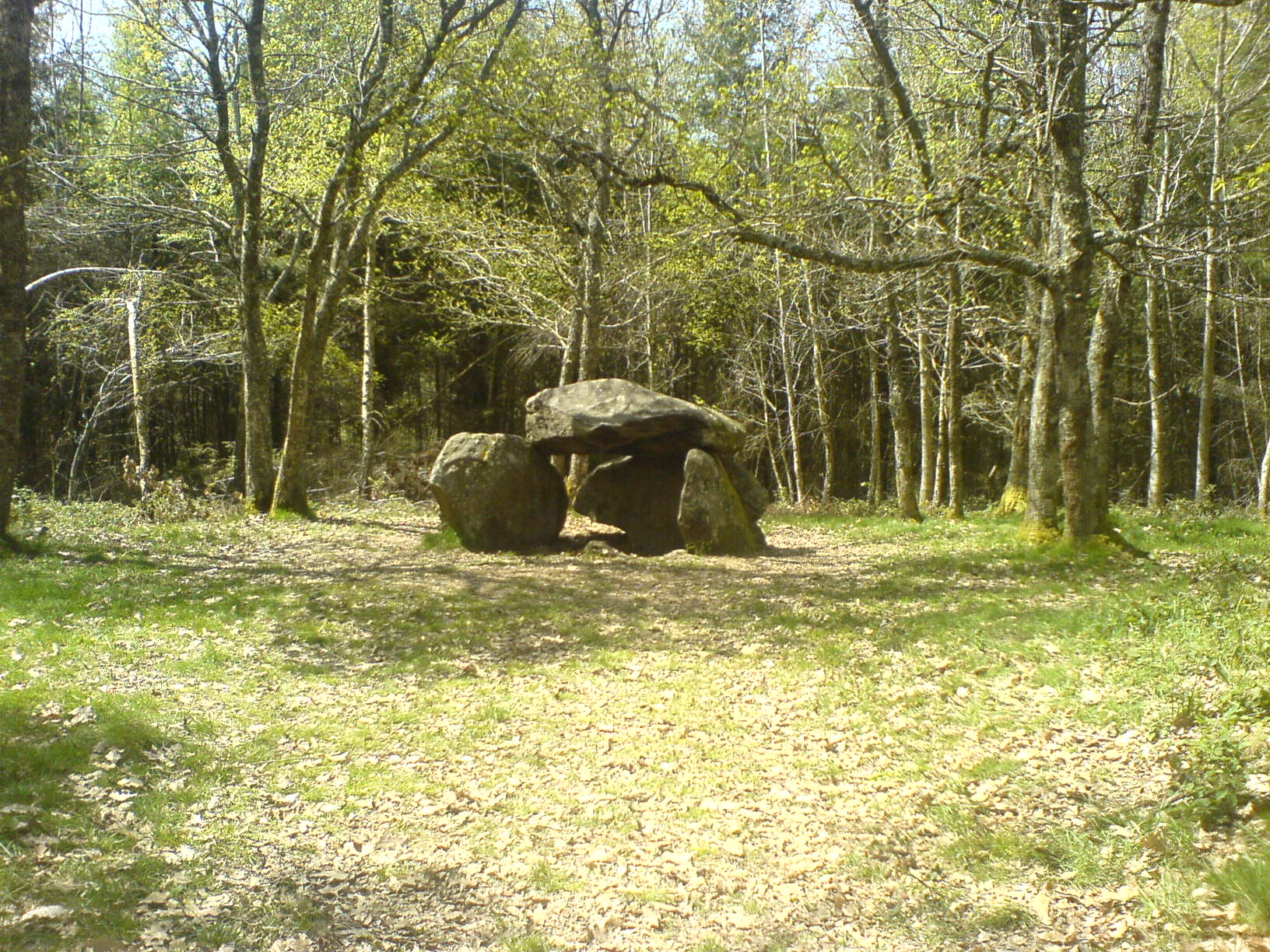
Le dolmen appelé Pierre de la Fade.
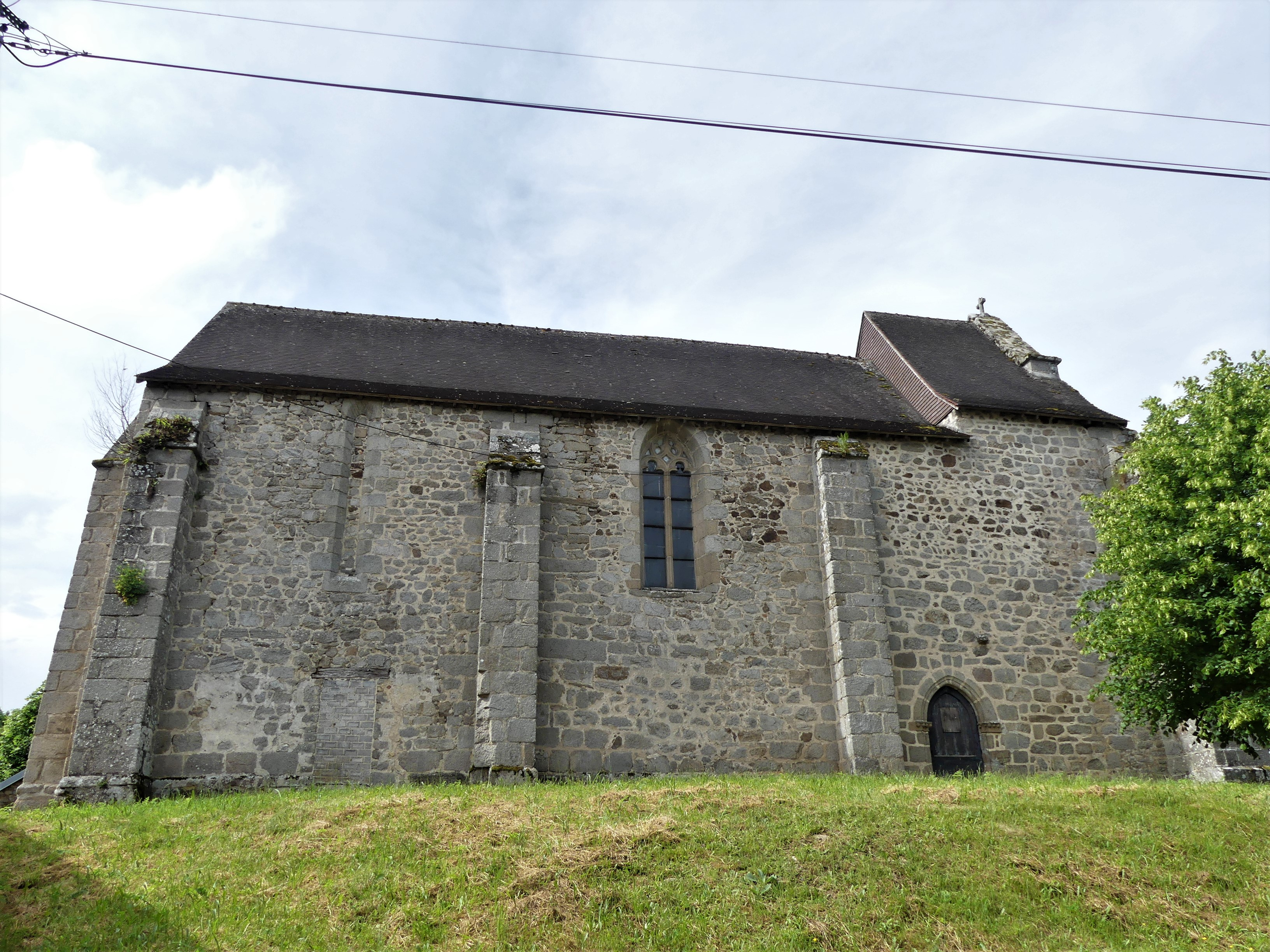
L'église Saint-Thomas-de-Cantorbéry de la Borne.
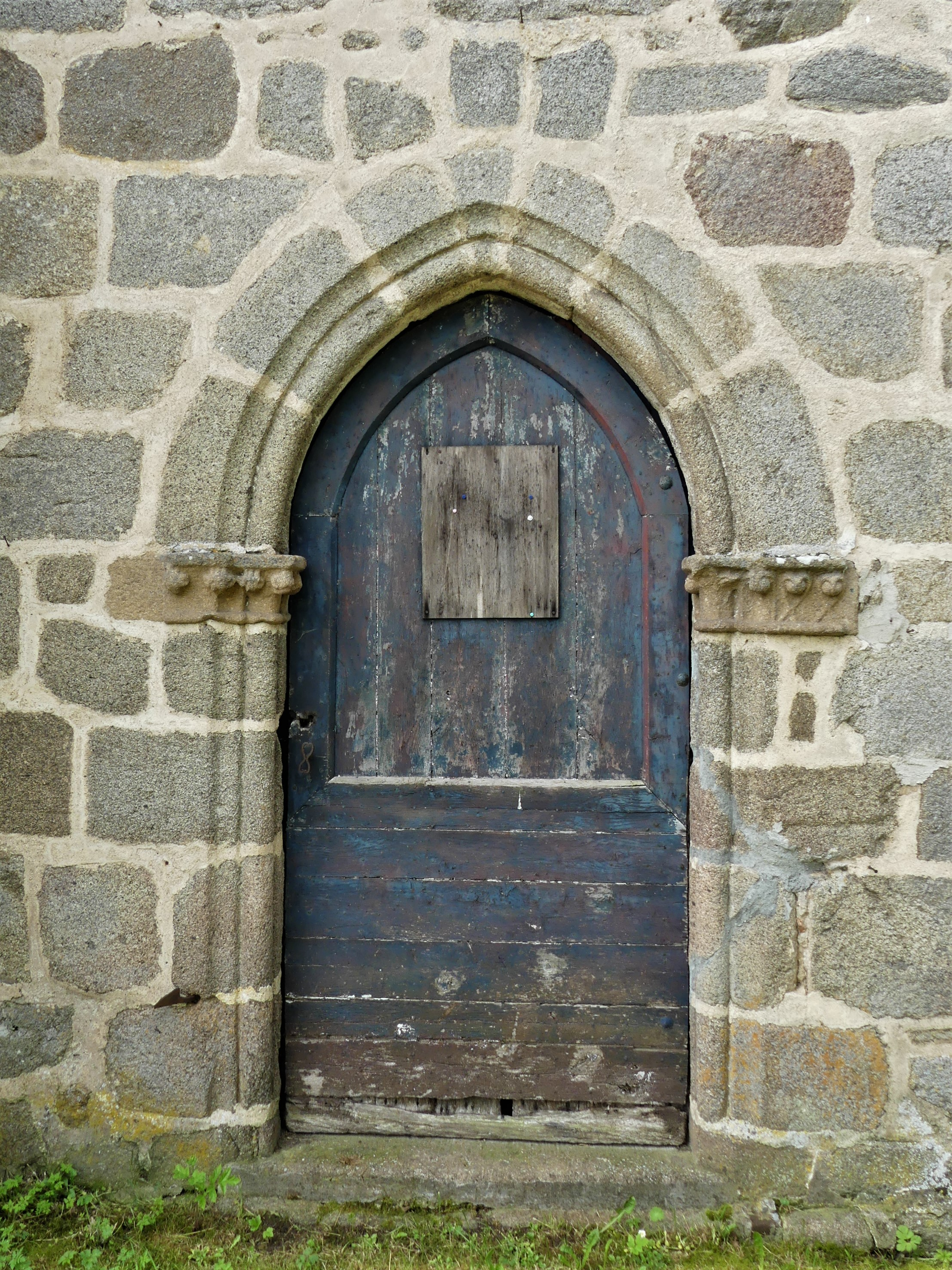
Sa porte.
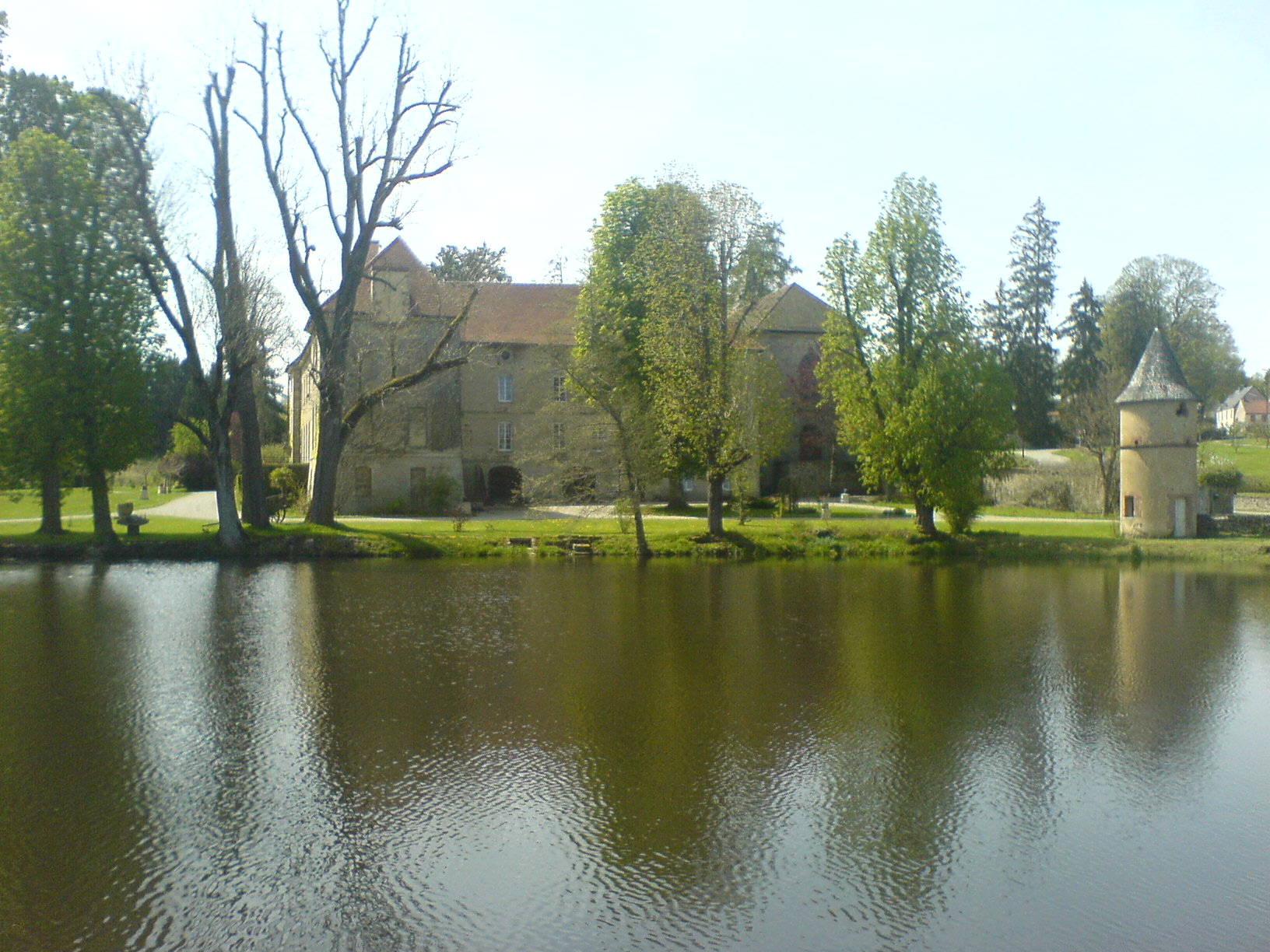
Château de Blessac.
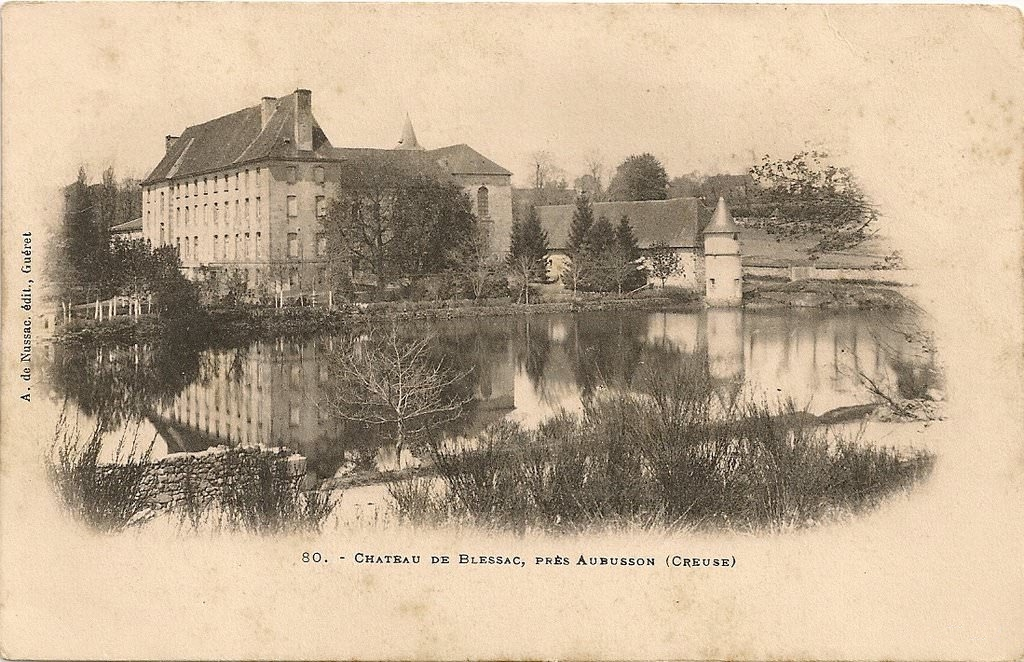
Carte postale du château de Blessac.

#### Ancien prieuré fontevriste
Selon les schémas classiques des prieurés de l’Ordre de Fontevraud, Blessac a été doté de deux prieurés relevant de cet ordre : un prieuré de religieuses et un prieuré de moines fontevristes.
En principe, le monastère de l'ordre de Fontevraud est un monastère double, un monastère de femmes et un monastère d'hommes, voisins mais séparés. Il y eut naturellement des exceptions. Le temps passant ce caractère double cessa d'être la règle au début du XVe siècle.
S'il ne subsiste plus rien du prieuré des moines, il est encore possible d’évoquer en ce lieu le prieuré des moniales. Ainsi en témoigne l’architecte aubussonnais Patrice Trapon chargé de la restauration de l’église Saint-Martial, bâtie au XVIIIe siècle sur l’emplacement d’un édifice du XIIe siècle.
Le prieuré de filles de l’ordre de Fontevraud avait comme patronne la sainte Vierge en son Assomption La dignité de prieure était triennale. L’église Saint-Martial, servant au culte des moniales a été bâtie au XVIIIe siècle sur l’emplacement d’un édifice du XIIe siècle. Quant à l’ancien monastère, il abrite aujourd’hui un château privé.
L’histoire a également conservé le nom de Marie, prieure de Blessac qui vécut (estimation) entre 1375 et 1425, et celui de son frère Jacques, moine également fontevriste.

### Personnalités liées à la commune
- Léon Renard (1836-1922), homme politique né à Blessac, maire de Vallière, sénateur de la Creuse de 1900 à 1903.
- Honoré Martinon (1854-1947), député de la Creuse de 1889 à 1898, né et mort au château de Blessac.

### Héraldique
|  | Les armoiries de Blessac se blasonnent ainsi : D'argent à la croix alésée potencée de sable. |